# 東華三院盧幹庭紀念中學
東華三院盧幹庭紀念中學（英語：Tung Wah Group of Hospital Lo Kon Ting Memorial College，簡稱LKTMC），是位於香港新界元朗區朗屏邨的政府津貼男女英文中學，為地區名校，於1987年創校，為東華三院屬下第十五所學校，蒙盧榮業堂慨捐鉅款以紀念盧幹庭先生而命名。該校校舍佔地約4,700平方米，為政府興建之標準中學校舍。
盧榮業堂捐款興辦人才，因此該校以盧幹庭命名，以紀念盧幹庭先生。禮堂名稱為盧幹庭紀念堂。該校校訓為「勤儉忠信」。

## 歷任校長
- 柯趙燕冰 女士（1987年-2003創校校長）'[3]
- 嚴展明 先生
- 林志明 先生
- 莊一秀 女士（現任校長）

## 著名/傑出校友
- 李天然：2005年香港中學會考狀元，香港註冊牙醫[4]，香港註冊民航機師
- 何凱琳：2007年香港中學會考狀元[5]，創下最年輕「9優1良」會考狀元的紀錄[6][7]
- 鄭振文：香港理工大學紡織及服裝系哲學博士，香港男子排球隊代表，曾參加2010年廣州亞運[8]
- 王啟榮：香港大學社會科學碩士（優異），香港註冊職業治療師，香港註冊民航機師，紐西蘭註冊滑翔機機師
- 葉海廸：亞洲女子少年U18排球錦標賽代表隊，2018屈臣氏香港學生運動員獎得主[9]
- 李蔓瑩：香港女藝人[10]

## 軼聞
- 2007年香港中學會考中，當時14歲資優學生何凱琳考得了9優1良的成績，提早入讀香港中文大學醫學院[11]，此事當時在香港引起傳媒廣泛報道。
- 遵理學校創始人補習天王伍經衡及梁賀琪曾於創校初期在該校任教。
- 2013年，當時的校長嚴展明先生因在4月份中風入院，經過一個月的治療，終不治離世。而新任校長林志明先生亦於2013年10月份上任，林先生為另一英文中學東華三院甲寅年總理中學的副校長，上任後成為東華三院盧幹庭紀念中學第四任校長。
- 2024年11月3日，一名该校的学生在其寓所以气球套头自杀身亡。[12]

## 反修例期间争议
2019年11月20日早上，為響應晨曦行動，該校有學生阻礙港鐵列車車門關閉及影響列車運作，校方回應事件時指早上派老師到車站尋找有關5名學生回校，並即日約見家長，指出除給予學生口頭警告外，亦將記過處分。東華三院認為事件嚴重，並指必定會嚴肅處理及跟進，絕不姑息學生穿著校服於公眾地方行為不檢

## 外部連結
- 東華三院 （页面存档备份，存于）

22°26′59″N 114°01′19″E / 22.449619°N 114.02206°E